# Paciczowa
Paciczowa (hist., pol. Pocieczoło) (biał. Пацічова, ros. Потичёво) – wieś na Białorusi, w rejonie smolewickim obwodu mińskiego, około 27 km na południowy wschód od Smolewicz.

## Historia

### Własność
Pocieczoło w XVIII wieku należało do hetmana wielkiego litewskiego Michała Kazimierza Ogińskiego, będąc częścią wielkiego klucza śmiłowickiego. Podobnie jak wiele majątków Moniuszków na wschód od Mińska, w 1791 roku trafiło do sędziego Stanisława Moniuszki herbu Krzywda i jego żony Ewy z domu Woyniłłowicz, w 1812 roku zaś było już własnością ich drugiego syna Dominika (1788–1848). Po śmierci Dominika (na cholerę) część tych dóbr (w tym Radkowszczyzna) przeszła na jego młodszego brata Czesława (1790–1870), który był żonaty z Elżbietą z domu Madżarską (Madziarską) (~1790–1850) herbu Dar. Ich synem był Stanisław Moniuszko, wielki polski kompozytor, który spędzał tu część dzieciństwa. Natomiast majątek w Szypianach, wraz z Pocieczołem, otrzymała Paulina Moniuszko (1831–1903), bratanica Dominika (córka jego brata Aleksandra) i na początku drugiej połowy XIX wieku, wychodząc za Leona Wańkowicza, wniosła te majątki do rodziny męża. Na początku XX wieku dobra te należały do ich syna Pawła (1862–?).
Na przełomie XIX i XX wieku tutejszy majątek Wańkowiczów, wraz z pobliskim folwarkiem Szypiany, liczył 365 włók (około 6 570 ha).
W 1999 roku wieś liczyła 149 mieszkańców.

### Przynależność administracyjna
W XVIII wieku dobra te leżały na terenie województwa mińskiego Rzeczypospolitej Obojga Narodów. W wyniku II rozbioru Polski Pocieczoło znalazło się w 1793 roku w Imperium Rosyjskim. W 1870 roku należało do gminy Wierchmień w ujeździe ihumeńskim guberni mińskiej. 15 września 1919 roku gmina wraz z powiatem ihumeńskim weszła w skład administrowanego przez Zarząd Cywilny Ziem Wschodnich okręgu mińskiego. Po wytyczeniu granicy wschodniej gmina znalazła się poza terytorium II Rzeczypospolitej, na terytorium ZSRR, od 1991 roku – na terenie Białorusi. 

### Szkoły w Radkowszczyźnie i Pocieczole
Dominik Moniuszko był masonem i wielkim filantropem. Uwłaszczył swoich chłopów na początku lat 30. XIX wieku, dzieląc swoje ziemie na części po 3 włóki z łąką i lasem każda. Każdej rodzinie chłopskiej przydzielił własną działkę, zachęcając do budowania własnych folwarków, którymi mogliby zarządzać. Utrzymywał siebie i finansował swoje inne inicjatywny jedynie z niewielkiego czynszu dzierżawnego. Pozostawił sobie tylko niewielką część majątku. Wprowadził również instytucję sądów wiejskich, do których zaprosił włościan (z prawem apelacji do dziedzica), oraz zniósł kary cielesne, zastępując je innymi karami, nie naruszającymi godności karanych (praca przymusowa, kary pieniężne, wynagrodzenie krzywd).
W 1824 roku Dominik uruchomił w swoich majątkach dwie szkoły dla wiejskich dzieci: dla dziewcząt w Pocieczole i dla chłopców – w pobliskiej Radkowszczyźnie, należącej również do jego majątku.
Aleksander Jelski w 1900 roku opisywał tak te szkoły:

Oba te zakłady były urządzone według ostatniego słowa nauki jak może nigdy przedtem i potem w kraju; duszą ich był sam założyciel, obcujący po ojcowsku nietylko z uczącą się młodzieżą, ale i z jej rodzinami. Przy obu szkołach założono piękne ogrody, zawierające plantacye roślin leczniczych i wzniesiono szpitalik z apteką pod zarządem d-ra medycyny Dominika Poźniaka (potem praktykującego w Mińsku litewskim). W męskim oddziale w Radkowszczyźnie znajdowało się laboratorium chemiczne pod kierunkiem uczonego przyrodnika i farmaceuty Ściborowskiego wykształconego fachowo w Paryżu (następnie właściciela apteki w Mińsku). Istniały nadto przy szkole Radkowskiej: doborowa biblioteka, gabinet fizyczny, zbiór globusów i map. Dzieci całkiem początkujące uczono pisać na piasku w ogrodzie patyczkiem, a następnie piórem na papierze. Klas w obu wydziałach było po dwie z programem dość szerokim, wykładano bowiem oprócz religii: rachunki, języki polski i ruski, nawet geometryę wraz z miernictwem praktycznem, geografię, tudzież historyę krajową, nauki przyrodnicze, uczono nadto gimnastyki, sztuki felczerskiej, ogrodnictwa, pszczelarstwa, hodowli zwierząt domowych, gospodarstwa i różnych rzemiosł pożytecznych, jak: stolarstwo, koszykarstwo, powroźnictwo, kołodziejstwo, rymarstwo i t. d. Dobór nauczycieli był nader staranny, przyczem sam Moniuszko prowadził różne wykłady osobiście w szkole i na przechadzkach z dziećmi, rozniecając światło myśli dokoła. Zadaniem jego było tak ukształcić swych kmiotków, aby umieli sobie dać samodzielnie radę w życiu, toteż istotnie wieś jego cała zmieniła się w dobrobycie i oświacie do niepoznania, stanowiąc niby oazę żyzną wśród nędznego otoczenia. (...) zakłady Moniuszki poczęły wydawać ukształconych wieśniaków do takiego stopnia, że jednym z najzdolniejszych nauczycieli w Radkowszczyźnie został włościanin Andrzej Klinicki. Czcigodny ten starzec żył jeszcze w ósmym dziesiątku lat b. s. [bieżącego stulecia] i zostawał na stopie przyjaciela całej rodziny Moniuszków; był on żywą kroniką działalności obywatelskiej p. Dominika, który przez swą fenomenalną dobroczynność dla ludu, wyzbywszy się z fortuny prawie, cierpiał często niedostatek. Rzecz stała się tak głośna, że wreszcie zwrócił uwagę rząd i z rozporządzenia Cesarza Mikołaja został wydelegowany generał Strogonow dla obejrzenia zakładów Moniuszki.
Wizytator ten, będąc zachwycony zarówno szkółkami, jak i osobą samego założyciela, dał o Moniuszce świadectwo najchlubniejsze. Atoli w roku 1838 polecono szkoły zamknąć, w roku zaś 1840 «Tygodnik petersburski» podał opis zakładu pocieczolskiego, wychwalając myśl wzniosłą, założyciela.

Jak pisał Antoni Urbański w 1928 roku: Pocieczoło miało ciekawą swą pieśń ludową, o pocieczolskich mołojcach, co są strzelcami i łowcami, a zabili dziewięć bobrów na morzu, takiem bagnistym morzu.
Nauka w szkołach Dominika Moniuszki była zaprojektowana według nowoczesnych, zachodnich metod nauczania Pestalozziego i Bella-Lancastera. Obejmowała dwuletni okres nauki. Dokumentację obu szkół trzymano we dworze w Szypianach należącym również do majątku Moniuszków.